# Steffen Freund
Steffen Freund (Brandenburg an der Havel, 19 januari 1970) is een voormalig Duits voetballer. Vaak speelde hij op het middenveld, maar hij kon ook in de verdediging uit de voeten. Door dit te combineren speelde Freund dan ook vaak als verdedigende middenvelder. Zijn carrière begon hij in de DDR, bij Stahl Brandenburg. Destijds speelde die club op het hoogste niveau van haar land. Freund sloot zijn carrière, na bij topclubs als Schalke 04 en Borussia Dortmund gespeeld te hebben, echter af in Engeland. Dit was in 2004 bij Leicester City. Tegenwoordig is hij de assistent-trainer van Berti Vogts bij Nigeria.

## Stahl Brandenburg
Het Oost-Duitse Stahl Brandenburg was de club waar Steffen Freund zijn professionele voetbalcarrière begon. Dit gebeurde in het seizoen 1989/1990. Bij deze club had hij eerder ook al zijn jeugdopleiding doorlopen en toen hij zijn debuut maakte speelde Stahl Brandenburg op het hoogste niveau in Oost-Duitsland. Tot de hereniging van Duitsland zou Freund bij Brandenburg blijven spelen. Met de club bereikte hij echter niets meer dan een plek in de middenmoot. Toch vielen zijn talenten op bij grote Duitse clubs. Nadat voor aanvang van het seizoen 1991/1992 de West- en Oost-Duitse competitie weer samengevoegd werden tot één, zou Steffen Freund een contract tekenen bij een van de grootste Duitse clubs. Voor Stahl Brandenburg zou hij uiteindelijk 31 keer het veld betreden. Scoren deed hij echter nooit voor de club waar hij zijn debuut maakte.

## Schalke 04
In 1991 kwam Steffen Freund bij Schalke 04 te spelen. De club met de roemrijke geschiedenis keerde toen net weer terug op het hoogste niveau van het Duitse voetbal, namelijk in de Bundesliga. Dat seizoen kwam Freund bij Schalke samen te spelen met spelers als Jens Lehmann, Aleksandr Borodjoek en Ingo Anderbrügge. Na zijn debuut tegen SG Wattenscheid 09 groeide hij al snel uit tot een van de belangrijkste spelers van het team. Met Schalke speelde hij echter niet in de top, maar net zoals met Brandenburg in de middenmoot van de Bundesliga. Ondanks zijn rol binnen het team, zou hij maar twee seizoenen spelen voor Schalke. In 1993 was de club uit Gelsenkirchen namelijk genoodzaakt om Freund te verkopen, wegens geldgebrek. Voor Schalke 04 speelde Steffen Freund in totaal 53 wedstrijden. Daarin scoorde hij driemaal.

## Borussia Dortmund
Steffen Freund was in 1993 een van de aanwinsten voor Borussia Dortmund. Met deze topclub zou hij zijn grootste successen bereiken. Zo maakte hij met Borussia Dortmund zijn debuut op de Europese velden, namelijk in de UEFA Cup. Nadat hij in zijn eerste seizoen met Dortmund vierde werd in de Bundesliga, begon het grote succes het jaar daarop. Toen werd Freund samen met Borussia Dortmund eerste in de Bundesliga en veroverde alzo het kampioenschap. Ook het seizoen erop, in 1996, veroverde hij het kampioenschap met de club. Dit zou echter niet de enige prijs zijn die hij in het meest succesvolle jaar van zijn carrière zou behalen. Hij was namelijk sinds 1995 international voor Duitsland en was ook geselecteerd voor het EK 1996 in Engeland. Door Tsjechië in de finale te verslaan won hij toen met Duitsland het Europees Kampioenschap voetbal. Ook in 1997 waren er successen voor Steffen Freund. Ondanks dat hij er dit jaar met Borussia Dortmund niet meer in slaagde om landskampioen te worden, werd wel Europees succes behaald. Door in de finale Juventus met 3-1 te verslaan, won Freund de Champions League met Dortmund. Dat jaar won hij ook nog het Wereldkampioenschap voetbal voor clubteams. Na al deze successen zou Steffen Freund nog tot 1998 blijven spelen bij Borussia Dortmund. Daarna vertrok hij naar Engeland. Bij Dortmund scoorde Freund in 117 wedstrijden zes doelpunten.

## Tottenham Hotspur
In 1998 maakte Steffen Freund de overstap van Borussia Dortmund naar Tottenham Hotspur. Daarmee vertrok hij voor het eerst naar het buitenland. Bij de Spurs kwam hij samen te spelen met onder anderen de Fransman David Ginola, de Ier Stephen Carr en de Engelsman Sol Campbell. Ondanks dat Tottenham bij de grootste clubs van Engeland hoort, zou Freund lang niet zo veel prijzen halen als dat hij bij Dortmund had gedaan. De enige prijs die hij met de Spurs behaalde was de League Cup. Na onder andere topclubs als Manchester United en Liverpool F.C. verslagen te hebben, moest Tottenham in de finale aantreden tegen Leicester City. Die wedstrijd, gespeeld op Wembley, bleef lange tijd onbeslist. Tot de negentigste minuut stond de brilstand op het scorebord. De Deen Allan Nielsen bracht hier toen echter verandering in door keeper Kasey Keller te verschalken. Hierdoor won Steffen Freund zijn enige prijs die hij met Tottenham Hotspur zou halen. Tot 2003 zou hij onder contract blijven bij de Londense club. Hij was een belangrijke kracht en het feit dat hij in zijn 102 wedstrijden voor de club geen enkele keer wist te scoren, zorgde voor veel opmerkelijkheid. In 2003 keerde hij terug naar Duitsland.

## Kaiserslautern en Leicester City
Steffen Freund keerde in 2003/2004 terug naar Duitsland en ging daar spelen voor 1. FC Kaiserslautern. Voor Kaiserslautern zou hij echter maar een heel korte periode spelen en verscheen hij maar acht keer op het veld. Datzelfde seizoen nog keerde hij weer terug naar Engeland. Daar ging hij nog een half jaar spelen voor Leicester City, dat toen nog uitkwam in de Premier League. Steffen Freund kon de club echter niet voor degradatie behoeden. Aan het einde van het seizoen 2003/2004 besloot hij zijn carrière te beëindigen. Voor Leicester speelde hij slechts veertien wedstrijden.

## Interlandcarrière
Zijn debuut voor het nationale elftal van Duitsland maakte Steffen Freund in 1995. Tot 1998 zou hij wedstrijden spelen voor Duitsland, met als hoogtepunt het winnen van het Europees Kampioenschap voetbal in 1996. In de eerste wedstrijd op dat toernooi speelde hij nog niet mee, maar in de andere twee groepswedstrijden wel. Ook in de kwartfinale speelde Freund mee en in de halve finale tegen thuisland Engeland startte hij zelfs in de basis. Tegen Tsjechië, waartegen Duitsland ook al haar eerste wedstrijd op dat EK speelde, kwam Freund in de finale echter niet in actie. In totaal speelde Steffen Freund 21 interlands voor zijn vaderland. Daarin wist hij geen enkele keer te scoren.

## Erelijst
Borussia Dortmund
- Bundesliga: 1994/95, 1995/96
- DFB-Supercup: 1995
- UEFA Champions League: 1996/97
- Intercontinental Cup: 1997

 Tottenham Hotspur
- Football League Cup: 1998/99

 Duitsland
- UEFA EK: 1996

### Individueel
- Tottenham Hotspur - Hall of Fame: toegevoegd in december 2009

1 Köpke ·
2 Reuter ·
3 Bode ·
4 Freund ·
5 Helmer ·
6 Sammer ·
7 Möller ·
8 Scholl ·
9 Bobic ·
10 Häßler ·
11 Kuntz ·
12 Kahn ·
13 Basler ·
14 Babbel ·
15 Kohler ·
16 Schneider ·
17 Ziege ·
18 Klinsmann  ·
19 Strunz ·
20 Bierhoff ·
21 Eilts ·
22 Reck ·
23 Todt ·
Coach: Vogts
1 Köpke ·
2 Wörns ·
3 Heinrich ·
4 Kohler ·
5 Helmer ·
6 Thon ·
7 Möller ·
8 Matthäus  ·
9 Kirsten ·
10 Häßler ·
11 Marschall ·
12 Kahn ·
13 Jeremies ·
14 Babbel ·
15 Freund ·
16 Hamann ·
17 Ziege ·
18 Klinsmann ·
19 Reuter ·
20 Bierhoff ·
21 Tarnat ·
22 Lehmann ·
Coach: Vogts